# Livingston (Nueva York)
Livingston es un pueblo ubicado en el condado de Columbia en el estado estadounidense de Nueva York. En el año 2000 tenía una población de 3.424 habitantes y una densidad poblacional de 34.6 personas por km².

## Historia
El pueblo de Livingston fue fundado en 1788.

## Geografía
Livingston se encuentra ubicado en las coordenadas 42°07′41″N 73°47′32″O / 42.12806, -73.79222.

## Demografía
Según la Oficina del Censo en 2000 los ingresos medios por hogar en la localidad eran de $37,117, y los ingresos medios por familia eran $41,827. Los hombres tenían unos ingresos medios de $31,205 frente a los $23,750 para las mujeres. La renta per cápita para la localidad era de $22,434. Alrededor del 5.9% de la población estaban por debajo del umbral de pobreza.